# Неуступни, Иржи
 Иржи Не́уступни — чешский археолог, теоретик и практик музейного дела. Отец археолога Эвжена Неуступни.
На философском факультете Карлова университета в Праге он впервые изучал историю и географию. Под влиянием профессора Любора Нидерле распространил своё первоначальное исследование на славянскую филологию и этнологию доисторической археологии. В 1928 году он получил звание доктора философии, в 1962 году — доктора наук.
В 1925 году он поступил в Департамент предыстории Национального музея под руководством доктора Албина Стоки (Albín Stockj). Он посвятил себя палеолиту и энеолиту, постепенно сосредотачиваясь на теории и методологии промышленности и общих вопросах предыстории. До 1960-х годов он проводил полевые исследования: могильника Уезд эпохи Гальштат (1934-1936), поселений неолита возле Глубоке-Машувки (1947-1950) и энеолита Калиште (1951), городища близ Брлога (1968).
Он был членом таких профессиональных организаций, как Археологическая комиссия Чешской академии наук и искусств (с 1946 года), Археологическая Комиссия Чехословацкой академии наук (1963), заместителем председателя Всемирного Археологического съезда в Праге (1966). Иржи Неуступни также был редактором периодического издания «Obzor prehistorický» (1950), в Национальном музее — «Fontes archaeologici Pragenses» (с 1958), справочника по предыстории «Průvodce pravěkem» (с 1969 года).
Иржи Неуступни осуществил в рамках своей деятельности ряд учебных и исследовательских поездок в Чехословакии и за рубежом: в Румынии, Болгарии, Греции, Германии, Франции, Дании, Швеции, Великобритании и Ирландии, США и Мексике.
Помимо практической археологии Неуступни изучал теорию музееведения. В 1926-1946 годах он служил секретарем Союза чешских музеев, с 1950 года преподавал музеологию на философском факультете Карлова университета. С 1967 по 1981 под руководством Неуступни был создан Центр по обучению музееведению в Национальном музее, в 1969 году он был назначен ординарным профессором начала человеческой истории и музееведения Великобритании. С 1953 по 1958 год Иржи Неуступни преподавал в университете, в 1968-1974 годах читал лекции в Университете имени 17 ноября в Праге.
Именем Неуступни названа улица в Праге.

## Сочинения
- Náboženství pravěkého lidstva v Čechách a na Moravě, Praha : Život a práce, 1940
- Pravěk Československa, Praha : Orbis, 1960
- Muzeum a věda, Praha : Kabinet muzejní a vlastivědné práce při Nár. muzeu v Praze, 1968